# Do Lado dos Cisnes
Do Lado dos Cisnes é um álbum de estúdio dos GNR editado em 2002. Letras e músicas são da autoria, respectivamente, de Rui Reininho e Tóli César Machado produzido por Nilo Romero.

## Faixas
- Sexta-feira (um seu criado)
- No teu carro
- 2/3 d'água
- Ósculos escuros
- E-ventos
- Morrer em português
- Canadádá
- 24 rodas
- Chino/latino
- Tu não existes
- Um mapa
- Alhos verdes